# Peter Stauch
Peter Stauch (* 23. August 1975 in Augsburg) ist ein deutscher Regisseur und Drehbuchautor.

## Biografie
1995 studierte Peter Stauch Dramaturgie an der staatlichen Theaterakademie August Everding in München. Nach dem Vordiplom erhielt er 1996 ein Stipendium an der New York Film Academy für das Diploma of Basic Filmmaking. Stauch war 2003 Mitglied des Berlinale Talent Campus. 2006 schloss er sein Regie-Studium an der Hochschule für Fernsehen und Film München (HFF) mit Diplom ab. An der HFF realisierte er Kurzfilme, die er selber schrieb: Help the Old (1998) sowie Pieces of my Heart (2002), wurden ausgezeichnet und erhielten die Filmprädikate „wertvoll“ und „besonders wertvoll“.
1999 war er Mitglied der Studentenjury für das Internationale Festival der Filmhochschulen München, mit Jurypräsident Roland Emmerich. Im Jahr darauf arbeitete Stauch bei Emmerichs Film Der Patriot als Produktionsassistent im 1st Unit und 2002 war er als Regiepraktikant bei den Dreharbeiten von The Day After Tomorrow tätig.
2004 drehte er seinen ersten Fernsehfilm Bei hübschen Frauen sind alle Tricks erlaubt, produziert von der Wiedemann & Berg Filmproduktion. Zahlreiche Fernsehproduktionen für unterschiedliche Sender folgten, z. B. Der Prinz von nebenan (2007), Claudia – Das Mädchen von Kasse 1 für UFA Fiction (2008) und Kissenschlacht (2011). 2012 drehte er den ZDF-Spielfilm Neue Adresse Paradies (Bavaria Film). Zudem entstand Ein Fall für zwei: Letzte Worte, der letzte Serien-Fall Matulas, unter seiner Regie. Danach drehte Stauch Folgen für Staffel 3 und 4 der Sat.1 Serie Der letzte Bulle, welche im selben Jahr mit dem Deutschen Fernsehpreis in der Kategorie Beste Serie ausgezeichnet wurde. Es folgen zahlreiche Serien und Spielfilme, darunter die RTL Erfolgsserie Der Lehrer (2015) sowie die ersten vier Spielfilme der auf Mauritius gedrehten Medical ARD-Reihe Die Inselärztin (2017/2018). Die Anwaltsserie Falk, bei der er Regie führte, ist auf Netflix zu sehen. In Amsterdam fanden 2019 die internationalen Dreharbeiten für die beiden ARD Undercover Spielfilme Der Amsterdam-Krimi statt. Beide Filme erzielten einen Reichweitenrekord. Mit Der Amsterdam-Krimi – Das verschwundene Kind sicherte sich das Erste den Tagessieg mit 6,27 Millionen Zuschauer und generierte 21,0 Prozent Marktanteil (Quotenmeter).
2020 drehte Stauch die zweite Staffel der WDR-Anwaltsserie Falk. 2022 ist Stauch Jury-Mitglied beim Jury-Preis Deutsche Akademie für Fernsehen (Sektion Regie). Für das ZDF drehte er den Zweiteiler Herzstolpern. 2023 drehte er ebenfalls für das ZDF zwei Spielfilme Nächste Ausfahrt Glück. Peter Stauch lebt mit seiner Familie in München.
2012 wurde er Mitglied beim BVR, dem Bundesverband der Fernseh- und Filmregisseure. Seit 2019 ist er Mitglied bei Deutsche Akademie für Fernsehen.

## Filmografie (Auswahl) als Regisseur
- 2004: Bei hübschen Frauen sind alle Tricks erlaubt (Fernsehfilm)
- 2006: Die Sitte (Fernsehserie, 2 Folgen)
- 2007: Paul Panzer präsentiert: Die unglaublichsten Geschichten (Comedyshow)
- 2007–2011: SOKO 5113/SOKO München (Fernsehserie, 15 Folgen)
- 2008: Der Prinz von nebenan (Fernsehfilm)
- 2008–2013: Ein Fall für zwei (Fernsehserie, 7 Folgen)
- 2009: Claudia – das Mädchen von Kasse 1 (Fernsehfilm)
- 2010–2012: SOKO Köln (Fernsehserie, 5 Folgen)
- 2011: Kissenschlacht (Fernsehfilm)
- 2012–2013: Der letzte Bulle (Fernsehserie, 5 Folgen)
- 2013: Neue Adresse Paradies (Fernsehfilm)
- 2013: Letzte Spur Berlin (Fernsehserie, 3 Folgen)
- 2013–2014: Frühling (Fernsehreihe)
  - 2013: Frühlingsgeflüster
  - 2014: Einmal Frühling und zurück
- 2014: Herzensbrecher (Fernsehserie, 2 Folgen)
- 2015–2017: Mord in bester Gesellschaft (Fernsehreihe)
  - 2015: Die Täuschung
  - 2015: Bitteres Erbe
  - 2017: Winters letzter Fall
- 2015: Der Alte (Fernsehserie, 2 Folgen)
- 2015: Lisa schwimmt sich frei (Fernsehreihe)
- 2016: Der Lehrer (Fernsehserie, 3 Folgen)
- 2017: Arzt mit Nebenwirkung (Fernsehfilm)
- 2018–2019: Die Inselärztin (Fernsehreihe)
  - 2018: Neustart auf Mauritius
  - 2018: Notfall im Paradies
  - 2019: Das Geheimnis
  - 2019: Die Entscheidung
- 2018–2020: Falk (Fernsehserie, 7 Folgen)
- 2020: Der Amsterdam-Krimi (Fernsehreihe)
  - 2020: Tod im Hafenbecken
  - 2020: Das verschwundene Kind
- 2023: Herzkino: Herzstolpern (TV-Zweiteiler)
  - Aufbruch nach Italien (Teil 1)
  - Neustart ins Leben (Teil 2)
- 2024: Nächste Ausfahrt Glück (Fernsehreihe)
  - 2024: Übers Ziel hinaus
  - 2024: Endlich ich